# Przykona
Przykona (daw. Przykuna) – wieś w Polsce położona w województwie wielkopolskim, w powiecie tureckim, w gminie Przykona.
Jej dawna nazwa brzmiała Przykuna. 
Miejscowość jest siedzibą gminy Przykona.
W okolicach wydobywa się węgiel brunatny, co przyczyniło się do powstania zbiornika retencyjnego „Przykona”.
W miejscowości działa, oddana do użytku 2 września 1953 roku, szkoła podstawowa, która od 23 maja 1983 roku nosi imię Marii Konopnickiej oraz jednostka Ochotniczej Straży Pożarnej. 

## Historia
Wieś została wymieniona pośród innych polskich miejscowości w roku 1136 w tzw. Bulli gnieźnieńskiej jednym z najcenniejszych zabytków polskiej historiografii. Niegdyś znajdował się we wsi folwark arcybiskupi.
Po II rozbiorze Polski w 1793 roku miejscowość znajdowała się w zaborze pruskim.
Po zakończeniu I wojny światowej i odzyskaniu niepodległości obszar ze wsią wszedł w skład województwa łódzkiego.
W okresie podrugowojennego państwa powstała we wsi baza maszynowa - Spółdzielnia Kółek Rolniczych.
W latach 1954-1972 wieś była siedzibą gromady Przykona, po reformie administracji gminy Przykona. W latach 1975–1998 miejscowość administracyjnie należała do województwa konińskiego.

### Sport
W miejscowości działa Gminny Klub Sportowy Teleszyna Przykona, którego sekcja piłkarska występuje w konińskiej A-klasie.